# Жиляево (Орловская область)
Жиляево — деревня в Урицком районе Орловской области России.
Входит в состав Архангельского сельского поселения.

## География
Расположена северо-западнее деревни Головино на правом берегу реки Орлица.
Через Жиляево проходит просёлочная дорога, имеется одна улица — Западная.

## Население
| 2010 |
| ---- |
| 6    |